# Giovanni Davide Maderna

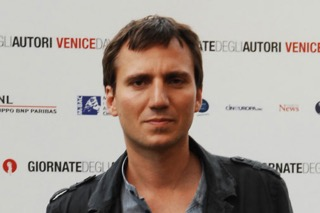
Giovanni Davide Maderna (2012)

Giovanni Davide Maderna (* 2. Oktober 1973 in Mailand) ist ein italienischer Filmregisseur.

## Leben
Maderna schloss in Humanwissenschaften ab und besuchte dann das Filminstitut der Universität Lyon. Bereits 1995 begann er mit der Produktion von Kurzfilmen, deren erster La placa gleich den Sacher d’Oro gewann. Weitere beachtete Werke folgten; 1999 präsentierte er bei den Filmfestspielen Venedig sein Langfilmdebüt Questo è il giardino, das dort auch mehrfach ausgezeichnet wurde und wofür er den Nastro d’Argento als bester neuer Regisseur erhielt. 2002 folgte L'amore imperfetto, vier Jahre später die Filmbiografie Schopenhauer und 2010 schließlich der autobiografische Cielo senza terra, in dem Maderna und sein Sohn sich selbst spielen. Die beiden letzten Filme produzierte Maderna selbst.

## Filmografie (Auswahl)
- 1999: Questo è il giardino
- 2002: L’amore imperfetto
- 2006: Schopenhauer
- 2010: Cielo senza terra
- 2021: The Walk